# Lithocarpus kalkmanii
Lithocarpus kalkmanii är en bokväxtart som beskrevs av Julia och Soupadmo. Lithocarpus kalkmanii ingår i släktet Lithocarpus och familjen bokväxter. Inga underarter finns listade.